# La Troncal
La Troncal es una ciudad ecuatoriana; cabecera cantonal del Cantón La Troncal, así como la urbe más grande y poblada de la Provincia de Cañar. Se localiza al centro sur de la región interandina del Ecuador, en una extensa llanura, atravesada por el estero Culebrilllas, a una altitud de 80 m s. n. m. y con un clima lluvioso tropical de 22,6 °C en promedio.
En el censo de 2022 tenía una población de 39.600 habitantes, lo que la convierte en la cuadragésima ciudad más poblada del país. La ciudad es el núcleo del área metropolitana El Triunfo-La Troncal, junto con la vecina ciudad de El Triunfo, que pertenece a la Provincia de Guayas; la conurbación está constituida además por ciudades y parroquias rurales cercanas. El conglomerado alberga a más de 90.000 habitantes. 
Sus orígenes datan de mediados del siglo XX. Desde su fundación, la urbe ha presentado un acelerado crecimiento demográfico, debido a su ubicación geográfica y a la producción azucarera, hasta establecer un poblado urbano, que sería posteriormente, uno de los principales núcleos urbanos de la provincia. Es uno de los más importantes centros  económicos, financieros y comerciales de Cañar. Las actividades principales de la ciudad son la producción azucarera, el comercio y la agricultura.

## Clima
De acuerdo con la clasificación climática de Köppen, La Troncal experimenta un clima monzónico (Am), el cual se caracteriza por las temperaturas altas y constantes lluvias durante todo el año. Debido a que las estaciones del año no son sensibles en la zona ecuatorial, no obstante, su proximidad al océano Pacífico hace que las corrientes de Humboldt (fría) y de El Niño (cálida) marquen dos períodos climáticos bien diferenciados: un pluvioso y cálido invierno, que va de diciembre a junio, y un "verano" ligeramente más fresco y seco, entre julio y noviembre. 
Su temperatura promedio anual es de 21,1 °C; con un promedio de 21,9 °C, abril es el mes más cálido, mientras agosto es el mes más frío, con 20,3 °C en promedio. Es un clima isotérmico por sus constantes precipitaciones durante todo el año (amplitud térmica anual inferior a 2 °C entre el mes más frío y el más cálido), si bien la temperatura real no es extremadamente alta, la humedad hace que la sensación térmica se eleve hacia los 35 °C o más. En cuanto a la precipitación, goza de lluvias abundantes y regulares siempre superiores a 4900 mm por año; hay una diferencia de 337 mm de precipitación entre los meses más secos y los más húmedos; julio (22 días) tiene los días más lluviosos por mes en promedio, mientras la menor cantidad de días lluviosos se mide en noviembre (19 días). La humedad relativa también es constante, con un promedio anual de 92,2%. 
| Parámetros climáticos promedio de La Troncal, Ecuador | Parámetros climáticos promedio de La Troncal, Ecuador | Parámetros climáticos promedio de La Troncal, Ecuador | Parámetros climáticos promedio de La Troncal, Ecuador | Parámetros climáticos promedio de La Troncal, Ecuador | Parámetros climáticos promedio de La Troncal, Ecuador | Parámetros climáticos promedio de La Troncal, Ecuador | Parámetros climáticos promedio de La Troncal, Ecuador | Parámetros climáticos promedio de La Troncal, Ecuador | Parámetros climáticos promedio de La Troncal, Ecuador | Parámetros climáticos promedio de La Troncal, Ecuador | Parámetros climáticos promedio de La Troncal, Ecuador | Parámetros climáticos promedio de La Troncal, Ecuador | Parámetros climáticos promedio de La Troncal, Ecuador |
| Mes                                                   | Ene.                                                  | Feb.                                                  | Mar.                                                  | Abr.                                                  | May.                                                  | Jun.                                                  | Jul.                                                  | Ago.                                                  | Sep.                                                  | Oct.                                                  | Nov.                                                  | Dic.                                                  | Anual                                                 |
| ----------------------------------------------------- | ----------------------------------------------------- | ----------------------------------------------------- | ----------------------------------------------------- | ----------------------------------------------------- | ----------------------------------------------------- | ----------------------------------------------------- | ----------------------------------------------------- | ----------------------------------------------------- | ----------------------------------------------------- | ----------------------------------------------------- | ----------------------------------------------------- | ----------------------------------------------------- | ----------------------------------------------------- |
| Temp. máx. media (°C)                                 | 23.6                                                  | 23.9                                                  | 24.2                                                  | 24.3                                                  | 23.8                                                  | 23.1                                                  | 22.8                                                  | 23.0                                                  | 23.3                                                  | 23.3                                                  | 23.3                                                  | 23.5                                                  | 23.5                                                  |
| Temp. media (°C)                                      | 21.2                                                  | 21.6                                                  | 21.9                                                  | 21.9                                                  | 21.6                                                  | 20.8                                                  | 20.4                                                  | 20.3                                                  | 20.5                                                  | 20.6                                                  | 20.7                                                  | 21.1                                                  | 21.1                                                  |
| Temp. mín. media (°C)                                 | 19.8                                                  | 20.2                                                  | 20.4                                                  | 20.5                                                  | 20.1                                                  | 19.3                                                  | 18.7                                                  | 18.4                                                  | 18.6                                                  | 18.8                                                  | 19.0                                                  | 19.6                                                  | 19.5                                                  |
| Precipitación total (mm)                              | 493                                                   | 523                                                   | 606                                                   | 542                                                   | 495                                                   | 323                                                   | 283                                                   | 269                                                   | 328                                                   | 343                                                   | 311                                                   | 420                                                   | 4936                                                  |
| Días de precipitaciones (≥ 1.0 mm)                    | 22                                                    | 20                                                    | 22                                                    | 21                                                    | 22                                                    | 21                                                    | 22                                                    | 22                                                    | 21                                                    | 21                                                    | 19                                                    | 21                                                    | 254                                                   |
| Horas de sol                                          | 124                                                   | 114.8                                                 | 145.7                                                 | 150                                                   | 151.9                                                 | 150                                                   | 161.2                                                 | 164.3                                                 | 144                                                   | 139.5                                                 | 129                                                   | 130.2                                                 | 1704.6                                                |
| Humedad relativa (%)                                  | 93                                                    | 93                                                    | 93                                                    | 93                                                    | 93                                                    | 92                                                    | 91                                                    | 90                                                    | 91                                                    | 92                                                    | 92                                                    | 93                                                    | 92.2                                                  |
| Fuente: Climate-data.org                              |                                                       |                                                       |                                                       |                                                       |                                                       |                                                       |                                                       |                                                       |                                                       |                                                       |                                                       |                                                       |                                                       |

## Política
Territorialmente, el Cantón La Troncal está organizada en una parroquia urbana, mientras que existen 2 parroquias rurales con las que complementa el aérea total del Cantón La Troncal. El término "parroquia" es usado en el Ecuador para referirse a territorios dentro de la división administrativa municipal.
La localidad y el cantón La Troncal, al igual que las demás localidades ecuatorianas, se rige por una municipalidad según lo previsto en la Constitución de la República. El Gobierno Autónomo Descentralizado Municipal de La Troncal, es una entidad de gobierno seccional que administra el cantón de forma autónoma al gobierno central. La municipalidad está organizada por la separación de poderes de carácter ejecutivo representado por el alcalde, y otro de carácter legislativo conformado por los miembros del concejo cantonal.
La Municipalidad de La Troncal, se rige principalmente sobre la base de lo estipulado en los artículos 253 y 264 de la Constitución Política de la República y en la Ley de Régimen Municipal en sus artículos 1 y 16, que establece la autonomía funcional, económica y administrativa de la Entidad.

### Alcaldía
El poder ejecutivo de la ciudad es desempeñado por un ciudadano con título de Alcalde del Cantón La Troncal, el cual es elegido por sufragio directo en una sola vuelta electoral, sin fórmulas o binomios en las elecciones municipales. El vicealcalde no es elegido de la misma manera, ya que una vez instalado el Concejo Cantonal se elegirá entre los ediles un encargado para aquel cargo. El alcalde y el vicealcalde duran cuatro años en sus funciones, y en el caso del alcalde, tiene la opción de reelección inmediata o sucesiva. El alcalde es el máximo representante de la municipalidad y tiene voto dirimente en el concejo cantonal, mientras que el vicealcalde realiza las funciones del alcalde de modo suplente mientras no pueda ejercer sus funciones el alcalde titular.
El alcalde cuenta con su propio gabinete de administración municipal mediante múltiples direcciones de nivel de asesoría, de apoyo y operativo. Los encargados de aquellas direcciones municipales son designados por el propio alcalde. Actualmente, la Alcaldesa de La Troncal es Miriam Castro, elegida para el periodo 2023 - 2027.

### Concejo cantonal
El poder legislativo de la ciudad es ejercido por el Concejo Cantonal de La Troncal el cual es un pequeño parlamento unicameral que se constituye al igual que en los demás cantones mediante la disposición del artículo 253 de la Constitución Política Nacional. De acuerdo a lo establecido en la ley, la cantidad de miembros del concejo representa proporcionalmente a la población del cantón.
La Troncal posee siete concejales, los cuales son elegidos mediante sufragio (Sistema D'Hondt) y duran en sus funciones cuatro años pudiendo ser reelegidos indefinidamente. De los siete ediles, cinco representan a la población urbana mientras que 2 representan a las dos parroquias rurales. El alcalde y el vicealcalde presiden el concejo en sus sesiones. Al recién instalarse el concejo cantonal por primera vez los miembros eligen de entre ellos un designado para el cargo de vicealcalde de la ciudad.

## Transporte
El transporte público es el principal medio transporte de los habitantes de la ciudad, tiene un servicio de bus público urbano en expansión. El sistema de bus no es amplio y está conformado por pocas empresas de transporte urbano. La tarifa del sistema de bus es de 0,30 USD, con descuento del 50% a grupos prioritarios (menores de edad, adultos mayores, discapacitados, entre otros). Además existen los buses interparroquiales e intercantonales para el transporte a localidades cercanas.
Gran parte de las calles de la ciudad están asfaltadas o adoquinadas, aunque algunas están desgastadas y el resto de calles son lastradas, principalmente en los barrios nuevos que se expanden en la periferia de la urbe.

#### Avenidas importantes
- 25 de agosto
- Alfonso Andrade
- Paso lateral

## Educación
La ciudad cuenta con buena infraestructura para la educación. La educación pública en la ciudad, al igual que en el resto del país, es gratuita hasta la universidad (tercer nivel) de acuerdo a lo estipulado en el artículo 348 y ratificado en los artículos 356 y 357 de la Constitución Nacional. Varios de los centros educativos de la ciudad cuentan con un gran prestigio. La ciudad está dentro del régimen Costa por lo que sus clases inician los primeros días de abril y luego de 200 días de clases se terminan en el mes de febrero. La infraestructura educacional presentan anualmente problemas debido a sus inicios de clases justo después del invierno, ya que las lluvias por lo general destruyen varias partes de los plantes educativos en parte debido a la mala calidad de materiales de construcción, especialmente a nivel marginal.

## Medios de comunicación
La ciudad posee una red de comunicación en continuo desarrollo y modernización. En la ciudad se dispone de varios medios de comunicación como prensa escrita, radio, televisión, telefonía, Internet y mensajería postal.
- Telefonía: Si bien la telefonía fija se mantiene aún con un crecimiento periódico, esta ha sido desplazada muy notablemente por la telefonía celular, tanto por la enorme cobertura que ofrece y la fácil accesibilidad. Existen 3 operadoras de telefonía fija, CNT (pública), TVCABLE y Claro (privadas) y cuatro operadoras de telefonía celular, Movistar, Claro y Tuenti (privadas) y CNT (pública).

- Radio: Dentro de esta lista se menciona una gran cantidad de sistemas radiales de transmisión nacional y local e incluso de provincias vecinas.

- Medios televisivos: La mayoría son nacionales, aunque se ha incluido canales locales recientemente. El apagón analógico se estableció para el 31 de diciembre de 2023.[5]

## Deporte
La Liga Deportiva Cantonal de La Troncal es el organismo rector del deporte en todo el Cantón La Troncal y por ende en la urbe se ejerce su autoridad de control. El deporte más popular en la ciudad, al igual que en todo el país, es el fútbol, siendo el deporte con mayor convocatoria. Actualmente existen cinco equipos de fútbol troncaleños, activos en la Asociación de Fútbol Profesional del Cañar, que participan en el Campeonato Provincial de Segunda Categoría del Cañar. Al ser una localidad pequeña en la época de las fundaciones de los grandes equipos del país, La Troncal carece de un equipo simbólico de la ciudad, por lo que sus habitantes son aficionados en su mayoría de los clubes guayaquileños: Barcelona Sporting Club y Club Sport Emelec. 
El principal recinto deportivo para la práctica deportiva es el Estadio Municipal de La Troncal, es usado mayoritariamente para la práctica del fútbol, ya que los clubes troncaleños como: Ciudadelas del Norte, Canteros Aliados, Cañar F.C., Equipo de Cristo y La Troncal Unida hacen de locales en este escenario deportivo. Tiene capacidad para 4.000 espectadores. El estadio es sede de distintos eventos deportivos a nivel local, así como es escenario para varios eventos de tipo cultural, especialmente conciertos musicales.